# 岩国南バイパス
岩国南バイパス（いわくにみなみバイパス）は、山口県岩国市内の延長4.9 km（キロメートル）の国道188号のバイパスである。岩国・大竹道路と共に、地域高規格道路「岩国大竹道路」を構成する。

## 概要
岩国・大竹道路に接続して建設されている道路で、山陽自動車道、広島岩国道路、岩国・大竹道路と連携して、複数の高速交通路を確保する道路である。
なお、岩国市藤生町から同市長野までの約7 kmを南進して国道188号現道に接続する計画があり、「藤生長野バイパス」として事業化された。

### 路線データ
- 路線名：一般国道188号
- 起点：山口県岩国市山手町
- 終点：山口県岩国市藤生町三丁目
- 延長：4.9 km
- 規格：第3種第1級
- 設計速度：80 km/h
- 道路幅員（本線完成時）
  - 一般部：19.0 m
  - 橋梁部：17.5 m
- 車線幅員：3.5 m（本線）、3.25 m（側道）
- 車線数：暫定2車線（完成4車線）

## インターチェンジなど
- 山手IC（仮称）
- 牛野谷IC（仮称）
- 山中IC（仮称）
- 平田IC（仮称）
- 海土路IC（仮称）

## 沿革
- 1986年度（昭和61年度） - 事業化[4]。
- 1989年（平成元年）1月17日 - 都市計画決定。
- 1991年度（平成3年度） - 用地買収に着手[4]。
- 1993年度（平成5年度） - 着工[4]。
- 1994年（平成6年）12月16日 - 「岩国大竹道路」延長約15 kmが地域高規格道路計画路線に指定[1]。
- 1995年（平成7年）4月28日 - 「岩国大竹道路」のうち「岩国南バイパス」区間延長約5 kmが整備区間に指定[1]。
- 1999年（平成11年）3月27日 - 海土路IC - 平田IC間延長1.8 kmが側道部2車線で供用開始[5][6][4]。
- 2008年（平成20年）3月29日 - 平田IC - 山手IC間延長1.8 kmが暫定2車線（一部側道部・街路部）で供用開始し、全線開通[5][6][4]。